# Potočnica (potok)
Potočnica  je potok, ki teče skozi Krško in se kot levi pritok izliva v reko Savo. Potočnici se pridružijo še vode potočkov Drnik in Ločki dol.